# Адміністративний устрій Ярмолинецького району
Адміністративний устрій Ярмолинецького району — адміністративно-територіальний поділ Ярмолинецького району Хмельницької області на 2 сільські громади, 1 селищну та 22 сільських рад, які об'єднують 60 населених пунктів та підпорядковані Ярмолинецькій районній раді. Адміністративний центр — смт Ярмолинці.

## Список громадЯрмолинецького району
- Баламутівська сільська громада
- Солобковецька сільська громада

## Список радЯрмолинецького району
| №  | Назва                           | Центр              | Населені пункти                                                        | Площа км² | Місце за площею | Населення (2001), чол. | Місце за населенням |
| -- | ------------------------------- | ------------------ | ---------------------------------------------------------------------- | --------- | --------------- | ---------------------- | ------------------- |
| 1  | Ярмолинецька селищна рада       | смт Ярмолинці      | смт Ярмолинці с. Шевченка                                              | 48,520    | 4               | 9089                   | 1                   |
| 2  | Антоновецька сільська рада      | с. Антонівці       | с. Антонівці с. Голохвасти                                             | 26,090    | 23              | 748                    | 20                  |
| 3  | Баранівська сільська рада       | с. Баранівка       | с. Баранівка с. Круті Броди                                            | 26,770    | 21              | 474                    | 28                  |
| 4  | Боднарівська сільська рада      | с. Боднарівка      | с. Боднарівка с. Борбухи                                               | 12,360    | 29              | 406                    | 30                  |
| 5  | Буйволовецька сільська рада     | с. Буйволівці      | с. Буйволівці                                                          | 24,500    | 25              | 674                    | 22                  |
| 6  | Вербецька сільська рада         | с. Вербка          | с. Вербка                                                              | 22,300    | 27              | 552                    | 26                  |
| 7  | Вербсько-Мурована сільська рада | с. Вербка-Мурована | с. Вербка-Мурована с. Лебедівка                                        | 31,780    | 14              | 611                    | 24                  |
| 8  | Жилинецька сільська рада        | с. Жилинці         | с. Жилинці                                                             | 25,500    | 24              | 967                    | 15                  |
| 9  | Кадиївська сільська рада        | с. Кадиївка        | с. Кадиївка с. Волудринці с. Слобідка-Кадиївська                       | 40,020    | 9               | 1158                   | 13                  |
| 10 | Косогірська сільська рада       | с. Косогірка       | с. Косогірка                                                           | 1,820     | 30              | 542                    | 27                  |
| 11 | Михайлівська сільська рада      | с. Михайлівка      | с. Михайлівка с. Видошня с. Іванівка с. Королівка с. Лука с. Микитинці | 48,920    | 3               | 1359                   | 9                   |
| 12 | Москалівська сільська рада      | с. Москалівка      | с. Москалівка с. Верхівці с. Коритна                                   | 44,770    | 6               | 1232                   | 11                  |
| 13 | Пасічнянська сільська рада      | с. Пасічна         | с. Пасічна с. Васильківці с. Магнишівка                                | 26,160    | 22              | 672                    | 23                  |
| 14 | Правдівська сільська рада       | с. Правдівка       | с. Правдівка с. Вихилівка                                              | 28,820    | 18              | 1279                   | 10                  |
| 15 | Савинецька сільська рада        | с. Савинці         | с. Савинці                                                             | 37,400    | 12              | 813                    | 19                  |
| 16 | Скаржинецька сільська рада      | с. Скаржинці       | с. Скаржинці с. Лехнівка с. Перегінка                                  | 37,450    | 11              | 1877                   | 3                   |
| 17 | Соколівська сільська рада       | с. Соколівка       | с. Соколівка                                                           | 37,500    | 10              | 1773                   | 4                   |
| 18 | Соснівська сільська рада        | с. Соснівка        | с. Соснівка                                                            | 36,600    | 13              | 556                    | 25                  |
| 19 | Сутковецька сільська рада       | с. Сутківці        | с. Сутківці с. Лисівка                                                 | 42,140    | 8               | 1550                   | 6                   |
| 20 | Тарасівська сільська рада       | с. Тарасівка       | с. Тарасівка с. Андріївка                                              | 28,300    | 20              | 421                    | 29                  |
| 21 | Томашівська сільська рада       | с. Томашівка       | с. Томашівка с. Нове Село                                              | 22,820    | 26              | 1739                   | 5                   |
| 22 | Шарівська сільська рада         | с. Шарівка         | с. Шарівка                                                             | 29,410    | 17              | 1212                   | 12                  |
| 23 | Ясенівська сільська рада        | с. Ясенівка        | с. Ясенівка                                                            | 28,700    | 19              | 837                    | 17                  |

* Примітки: м. — місто, с-ще — селище, смт — селище міського типу, с. — село